# Jigal Krant
Jigal Krant (Bussum, 1973) is een Nederlandse journalist, kok en schrijver. Zijn kookboek TLV – Recepten en verhalen uit Tel Aviv werd bekroond met Het Gouden Kookboek.

## Biografie
Jigal Krant verhuisde op zijn dertiende met zijn ouders van Naarden naar Amsterdam. Hij groeide op in een orthodox-joods gezin. Na het behalen van zijn vwo-diploma aan de JSG Maimonides studeerde hij een jaar in Israël op een jesjiva. Krant studeerde communicatiewetenschap aan de Universiteit van Amsterdam.

### Muziek
Onder het pseudoniem van ‘Jiggle’ maakte Krant deel uit van de band Flemming. Hij speelde gitaar en harmonium en componeerde nummers, waaronder de single Starry Night (2001). Na twee albums hield Flemming in 2004 op te bestaan.

### Journalistiek
Sinds 2005 is Krant verslaggever bij BNR Nieuwsradio. Hij deed als eerste verslag van de ‘minderminder-toespraak’ van Geert Wilders. Op 25 april 2014 werd een fragment van veertig seconden uit een reportage van Krant afgespeeld in het televisieprogramma De Wereld Draait Door, een unicum in de geschiedenis van het programma.
Van 2011 tot 2015 maakte hij reportages voor het Radio 5-programma De kunst van het luisteren. In popmagazine Soundz had Krant jarenlang een vaste rubriek over albumhoezen.

### Culinair
Voor de Joodse Omroep maakte Krant de televisieserie De Koosjere Hamvraag, over de dilemma's en tegenstrijdigheden in de joodse keuken. Sinds 2012 schrijft Krant een tweewekelijkse column onder dezelfde naam in het Nieuw Israëlietisch Weekblad. Deze verschijnt sinds 2013 afwisselend met de kookrubriek Kanen met Krant. In 2018 verscheen Krants kookboek TLV – Recepten en verhalen uit Tel Aviv. De foto's werden gemaakt door Vincent van den Hoogen. Het boek werd een bestseller en werd gekroond tot Het Gouden Kookboek, de prijs die het CPNB jaarlijks uitreikt voor het beste Nederlandstalige kookboek.
In 2019 verscheen de opvolger TLV – De culinaire stadsgids, met foto’s van Thomas Schlijper. In deze reisgids deelt Krant zijn geheime adresjes en persoonlijke favorieten in Tel Aviv.
Sinds 2018 is Krant vaste kok in het televisieprogramma Koffietijd, waar hij louter vegetarisch en veganistische kookt. Hij leverde een bijdrage aan het kookboek Made by Koffietijd. Met ingang van 2020 schuift Krant ook regelmatig aan als culinair expert.
In 2021 verscheen zijn kook- en leesboek TLV Vegan - Land zonder melk en honing, over de veganistische scene van Tel Aviv.